# رد فعل ترميدورين

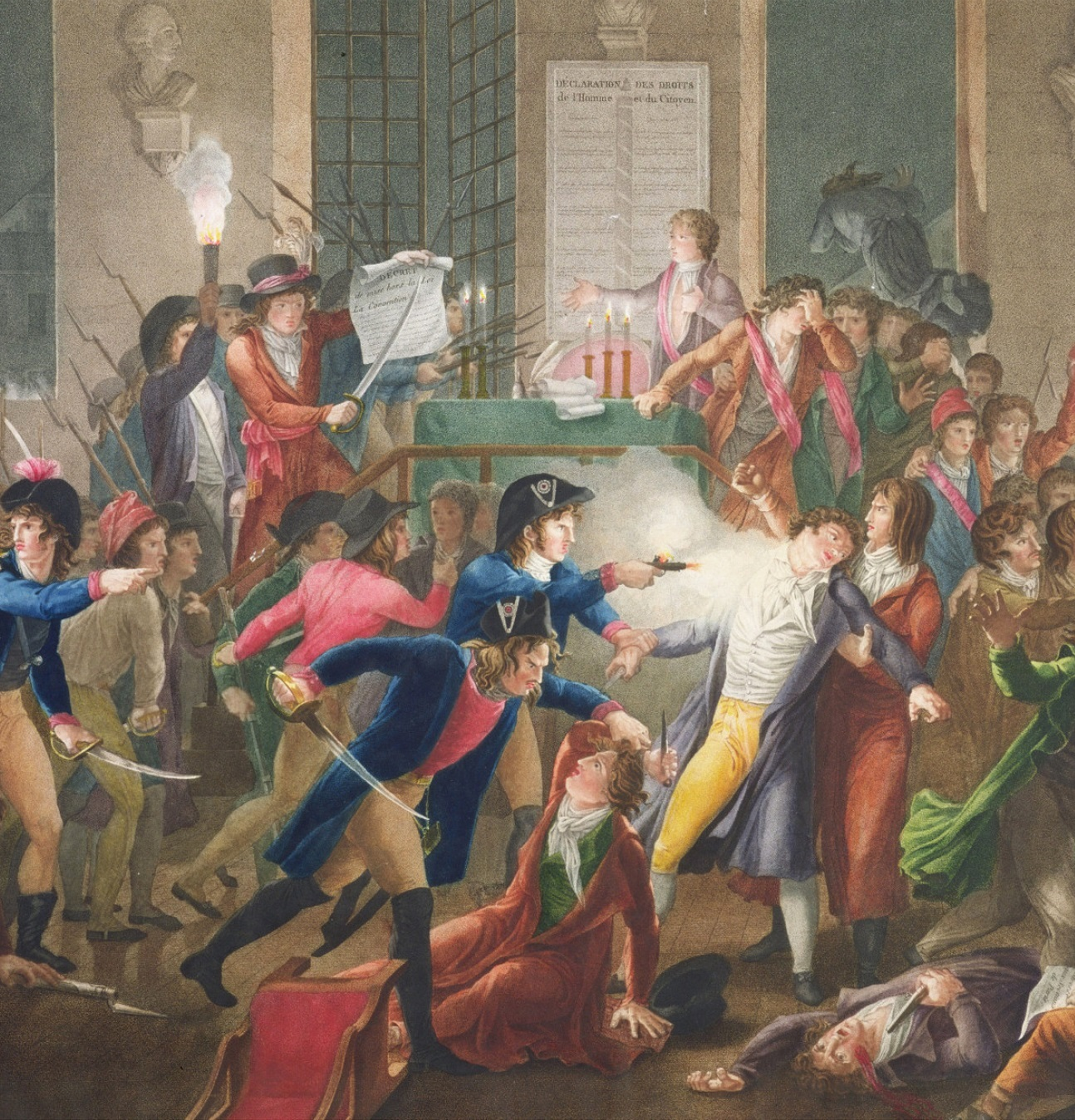
شارلز أندريه ميردا يطلق النار على روبسبير في ليلة 9 تيرميدور.

رد فعل تيرميدورن (بالإنجليزية: Thermidorian Reaction)‏ كان انقلاب ضمن الثورة الفرنسية ضد قادة نادي اليعاقبة الذي كان يسطير على لجنة السلامة العامة. أنطلق الانقلاب بتصويت المؤتمر الوطني على إعدام ماكسمليان روبسبير ولويس أنطوان دو سانت جوست وآخرون من قادة الحركة الثورية. وهكذا انتهت المرحلة الأكثر تطرف من الثورة الفرنسية.
اسم  تيرميدورن يشير إلى 9 تيرميدور سنة 2 (27 يوليو 1794)، وهو التاريخ وفق التقويم الجمهوري الفرنسي الذي تم فيه مهاجمة روبسير والثوريين المتطرفين الآخرين في المؤتر الوطني.